# Ситников, Вадим Анатольевич
Вади́м Анато́льевич Си́тников (род. 25 мая 1967 года, Кирово-Чепецк, Кировская область, РСФСР, СССР) — советский хоккеист-нападающий.

## Биография
Родился в 1967 году в городе Кирово-Чепецке. Воспитанник ДЮСШ местного хоккейного клуба «Олимпия» (первый тренер — Р. А. Корзунин), за который и начал играть в 1982 году.
После призыва в армию играл за хоккейный клуб Уральского военного округа — свердловское СКА, а после демобилизации в 1988 году остался в Свердловске и перешёл в «Автомобилист», выступающий в Высшей лиге чемпионата СССР (но большую часть следующего сезона 1989/1990 представлял его фарм-клуб «Луч»).
В 1990 году был приглашён в Ижсталь (Ижевск), где и завершил игровую карьеру.